# 권덕준
권덕준(權德儁 , 1987년 1월 20일 ~ )는 전 KBO 리그 SK 와이번스의 선수이다. 현재는 KBO 소속의 심판이다.

## 출신학교
- 서울가동초등학교
- 경포중학교
- 한서고등학교